# Lo Pòrt (Òlt i Garona)
Lo Pòrt (en francès Port-Sainte-Marie) és un municipi francès situat al departament d'Òlt i Garona i a la regió de la Nova Aquitània.

## Demografia
| 1962                                       | 1968  | 1975  | 1982  | 1990  | 1999  | 2007  |
| ------------------------------------------ | ----- | ----- | ----- | ----- | ----- | ----- |
| 1.747                                      | 1.876 | 1.850 | 1.885 | 1.864 | 1.746 | 1.936 |
| Des de 1962: població sense dobles comptes |       |       |       |       |       |       |

## Administració
| Període   | Identitat         | Partit |
| --------- | ----------------- | ------ |
| 2001-2008 | Jean-Claude Boyer |        |
| 2008-     | Jacky Larroy      |        |

## Agermanaments
- Castelnuovo Scrivia